# Polyceratocarpus parviflorus
Polyceratocarpus parviflorus (Baker f.) Ghesq. – gatunek rośliny z rodziny flaszowcowatych (Annonaceae Juss.). Występuje naturalnie w Wybrzeżu Kości Słoniowej, Ghanie, południowej części Nigerii oraz w Gabonie. 

## Morfologia
PokrójZimozielone drzewo lub krzew dorastające do 10–12 m wysokości. Młode pędy są owłosione.
LiścieMają kształt od podłużnego do eliptycznego. Mierzą 18–23 cm długości oraz 4–7 cm szerokości. Nasada liścia jest zaokrąglona. Blaszka liściowa jest o spiczastym wierzchołku. Osadzone są na krótkich ogonkach liściowych.
KwiatySą pojedyncze lub zebrane w pary, rozwijają się w kątach pędów. Działki kielicha mają owalny kształt i brązową barwę, dorastają do 2–3 mm długości. Płatki mają owalny lub odwrotnie jajowaty kształt i żółtą barwę, osiągają do 6–10 mm długości. Dno kwiatowe jest prawie kuliste. Kwiaty mają 2–4 owłosione owocolistki o cylindrycznym kształcie i długości 3 mm.
OwocePojedyncze mają cylindryczny kształt, zebrane w owoc zbiorowy. Osiągają 4 cm długości i 1,5 cm szerokości. Mają pomarańczową barwę.

## Biologia i ekologia
Rośnie w wilgotnych lasach.